# Alexander Ukrow
Alexander Ukrow, (Oost-Berlijn, 7 december 1970) is een Duits voormalig voetballer en voetbalcoach.

## Carrière
Ukrow werd geboren in Oost-Berlijn en begon met voetballen bij Viktoria Frankfurt. Na de val van de Muur vertrok de verdediger naar Kickers Emden. Daar was hij gedurende vijf jaar een belangrijke spil, maar toen trok hij naar SV Meppen. Via SV Wilhelmshaven kwam hij bij VfL Osnabrück terecht. Na de degradatie uit de 2. Bundesliga in het seizoen 2003/04 zette Ukrow een punt achter zijn carrière.
Tussen 2010 en 2011 was de voormalige profvoetballer coach van de onder-17 jeugd van Osnabrück en in 2011 werd hij gepromoveerd tot assistent-trainer van het eerste elftal, onder Uwe Fuchs en Claus-Dieter Wollitz. In 2013 had Ukrow zelfs nog even ad interim de volledige verantwoordelijkheid over het eerste elftal, maar tegen Dynamo Dresden kon hij geen promotie bewerkstelligen.